# Mi destino
Mi destino è il quattordicesimo album in studio della cantante e attrice messicana Lucero, pubblicato nel 2000.

## Tracce
1. No puedo más (Don't waste my time) – 4:01 (Ray Contreras, Jimmy Greco, Andy Varga, Manny Benito)
2. Tuya (Do you wanna be mine) – 3:50 (Steve Skinner, Arnie Roman, Karla Aponte)
3. Mi destino eres tú (Quiero Amor) (From you) – 3:00 (Jim Daddario, Will Robinson, Aaron Saint, Lucero)
4. Cada latido – 3:58 (Rafael Pérez Botija)
5. Arde – 3:26 (Roberto Amaro, Lucero, Jean B. Smit)
6. Prisionera – 4:21 (R. Pérez Botija)
7. Nadie me quiere como tú (Everything) – 4:36 (Denise Rich, Andy Marvel, Peter Zizzo, Giselle D'Cole, Alejandro Lerner)
8. Llegarás – 3:27 (Mario Santos, Juan Carlos Paz y Puente, Roberto Figueroa)
9. Mátame – 4:58 (R. Pérez Botija)
10. Dejar de querer – 5:19 (R. Pérez Botija)
11. Quiero amor (From you) – 3:00 (J. Daddario, W. Robinson, A. Saint)
12. Bailar – 4:51 (R. Pérez Botija)
13. Vamos a cantar (Everything is Right...) – 3:26 (Arnie Roman, Russ DeSalvo, Lucero)
14. Don't waste my time – 4:01 (R. Contreras, J. Greco, A. Varga, M. Benito)